# 兪綱
兪 綱（ゆ こう、生年不詳 - 1478年）は、明代の官僚。字は宗立。本貫は嘉興府秀水県。

## 生涯
諸生を経て『宣宗実録』の清書にあたった。中書舎人として試用され、郕王府審理に任じられた。1449年（正統14年）9月、太僕寺少卿に転じた。礼部右侍郎に転じた。12月、翰林学士を兼ねた。1450年（景泰元年）3月、兵部右侍郎として入閣したが、3日で内閣から退き、兵部の職に専念した。1451年（景泰2年）7月、兵部左侍郎に進んだ。1452年（景泰3年）4月、太子少保の位を加えられた。1457年（天順元年）、南京礼部左侍郎に転じた。成化初年、致仕した。1478年（成化14年）4月、死去した。